# 張允登
張允登（？—1632年），四川漢州人。明末政治人物。

## 生平
萬曆三十八年（1610年）進士。歷任咸寧縣、咸陽縣知縣，有善政。舉卓異，任刑部主事。天啟初年歷官浙江嚴州府、台州府知府。累遷河西兵備副使。崇禎四年閏十一月，至甘泉督餉，降卒與流賊串通，殺知縣郭永固，劫餉。張允登盡力抵抗，不敵而死。

## 延伸阅读
[在维基数据编辑]
 《明史卷二百九十二》，出自《明史》